# Clã Barclay
O Clã Barclay é um clã escocês da região das Terras Baixas do distrito de Aberdeenshire, Escócia.
O atual chefe é Peter Barclay.

## História
A família Barclay chegou a Gloucestershire de França durante a conquista Normanda.